# Shauna Denis
Shauna Denis (née le 17 septembre 1985 à Stittsville dans la province de l'Ontario au Canada) est une joueuse canadienne de hockey sur glace.

## Carrière comme joueuse
Denis commence à jouer au hockey dès l'âge de 7 ans.

### Martlets de McGill
Elle joue pendant cinq ans (2003 à 2008) avec les Martlets de McGill. Capitaine de son équipe (saisons 2006-2007 et 2007-2008), elle contribue au premier championnat universitaire canadien remporté par les Martlets de McGill  en 2008. Lors de sa dernière saison universitaire, elle marque 9 buts et a 12 mentions d'aide pour un total de 21 points en 19 matchs. Elle fait partie du trio-étoile de la ligne d'attaque des Martlets avec ses coéquipières Vanessa Davidson et Ann-Sophie Bettez. Sa fiche à vie est de 67-92-159 en 122 matchs. Elle marque 22 buts dans 39 matchs des séries éliminatoires du championnat universitaire canadien.

### Stars de Montréal
En 2008-2009, Denis est membre des Stars de Montréal dans la Ligue canadienne de hockey féminin (LCHF). Elle aide les Stars à remporter un championnat de saison régulière et à conquérir la Coupe Clarkson.Elle marque un but lors du match de finale de la Coupe.

## Carrière comme entraîneur
Elle est assistant-entraîneur dans l'équipe des Martlets de McGill depuis la saison 2009-2010. De plus elle supervise des équipes féminines amateurs dans le club des Sélects du Lac-Saint-Louis et au McGill Junior Martlet.

## Vie personnelle
Au printemps 2007, Denis obtient un diplôme de commerce de l'Université McGill, puis prend une décision de dernière minute pour retourner pendant sa cinquième année universitaire faire un diplôme en relations publiques à McGill. Depuis 2011 elle travaille au département marketing des Canadiens de Montréal.

## Prix et distinctions individuelles
- Championne de la Coupe Clarkson (2009)[6].
- Lauréat du trophée Marion Hillard dans la SIC  (2008).
- Championne nationale de la Sport interuniversitaire canadien (SIC) (2008).
- Élue à 4 reprises dans le CIS Academic all-Canadian.
- Trois fois élue dans la première équipe d'étoiles de la conférence du Québec.
- Nommée joueuse de l'année 2005-2006 dans la conférence du Québec[7].
- Élue recrue de l'année CIS lors de sa première saison universitaire (2003).